# Царица Земли
«Царица Земли» (англ. The Earth Queen) — третий эпизод третьего сезона американского мультсериала «Легенда о Корре».

## Сюжет
Буми и Кай тренируются магии воздуха, и команда подлетает к Ба-Синг-Се. Когда они приземляются, их встречает помощник царицы и ведёт в покои, рассказывая, как нужно вести себя при строгом монархе. Кай отделяется от группы, увидев богатого человека, которого решил обокрасть. Команда остаётся дома, а Корра встречается с царицей, которая орёт на своих слуг за косяки. Она злится на Аватара Аанга и Зуко, что они образовали Объединённую Республику на её бывших территориях, и теперь в городе дела идут не ладно. Остальные замечают исчезновение Кая, и Мако с Болином идут его искать. Корра хочет найти магов воздуха, и царица говорит ей защитить налоговое хранилище, тогда она окажет помощь. Кай грабит очередного гражданина с помощью магии воздуха, и когда замечает Мако и Болина, то убегает от них. В конечном итоге он закрывает их в поезде, сам оставаясь на верху, а они едут в нижнее кольцо. Кай украл их деньги, и Мако и Болина не пускают на обратный поезд. Они застревают в трущобах.
На следующий день Корра и Асами летят к хранилищу одни, а Мако и Болин просыпаются на улице нижнего кольца города. Кай жирует на украденные деньги. Мако и Болин встречают продавца, который оказывается их кузеном Ту, но они не знают этого, пока не приходит его отец, их дядя, который узнаёт племянников. Зуко и Тонрак прибывают к Эске и Десне, предлагая им проверить ледяную тюрьму. Мако и Болин заходят в дом своей большой семьи и рассказывают, что их родителей убили, когда братья были ещё маленькими. Корра и Асами добираются до хранилища и подвергаются нападению бандитов. Аватар и её подруга справляются с ними, и, уезжая, бандит кричит, что деньги должны принадлежать народу, с чем Корра всё же соглашается. Зуко, Тонрак, Эска и Десна спускаются в тюрьму, где заточена женщина со способностью выпускать взрывы силой мысли. Лорд Огня вспоминает, что однажды нанял парня с такой силой, чтобы убить Аватара. Они приходят к ней, и она понимает, что её возлюбленный, Захир, сбежал из своей тюрьмы. Мако и Болин ужинают с семьёй, говоря об отце, а затем бабушка показывает им фотографию их семьи, которую ей послал Сан в последнем письме. Мако дарит бабушке шарф, оставшийся от отца. Корра сообщает Царице Земли, что выполнила её задание, но правительница отвечает, что агенты Дай Ли не нашли никаких магов воздуха, и гонит Корру. Она не собирается покидать город и решает искать их сама. Мако и Болин упоминают о своей миссии с Аватаром про магов воздуха, и семья рассказывает им, что Дай Ли ловят тех для царицы. Тем временем Кай, обокравший очередного жителя, попадается к агентам Дай Ли, которые запирают его с остальными магами для воздушной армии Царицы Земли.

## Отзывы

Динамика оценок IGN к эпизодам 3 сезона мультсериала

Макс Николсон из IGN поставил эпизоду оценку 8,4 из 10 и написал, что «сюжетная линия Мако и Болина была не очень интересной — особенно с учётом того, что мы черпали бо́льшую часть их предыстории в предыдущих эпизодах — но она действительно включала несколько важных моментов с персонажами». Эмили Гендельсбергер из The A.V. Club дала серии оценку «B+» и отметила разговор Зуко с Эской в лифту в колонке «случайных наблюдений».
Майкл Маммано из Den of Geek вручил эпизоду 4 звезды из 5 и написал, что «будет интересно посмотреть, как внезапно найденная семья повлияет» на Мако и Болина. Главный редактор The Filtered Lens, Мэтт Доэрти, дал серии оценку «A-» и задался вопросом, «с какой целью» «Её Величество собирает армию магов воздуха»?. Мэтт Пэтчес из ScreenCrush написал, что ему хочется видеть «больше политической розни!».
Эпизоды «Глоток свежего воздуха», «Возрождение» и «Царица Земли», вышедшие в один день, собрали 1,50 миллиона зрителей у телеэкранов США.